# Добрська-Влосцяни
Добрська-Влосцяни (пол. Dobrska-Włościany) — село в Польщі, у гміні Рацьонж Плонського повіту Мазовецького воєводства.
Населення — 67 осіб (2011).
У 1975-1998 роках село належало до Цехановського воєводства.

## Демографія
Демографічна структура станом на 31 березня 2011 року:
|          | Загалом | Допрацездатний вік | Працездатний вік | Постпрацездатний вік |
| -------- | ------- | ------------------ | ---------------- | -------------------- |
| Чоловіки | 33      | 7                  | 21               | 5                    |
| Жінки    | 34      | 4                  | 19               | 11                   |
| Разом    | 67      | 11                 | 40               | 16                   |